# James Chester
James Grant Chester (Warrington, 23 de janeiro de 1989) é um futebolista galês. Atualmente joga pelo Salford City.

## Carreira
Owain Fôn Williams fez parte do elenco da Seleção Galesa de Futebol da Eurocopa de 2016.